# Khuếch đại điện
==Khái niệm==
Transistor khuếch đại điện khi điện thế xuất từ chân thu lớn hơn điện thế nhập tại chân nền.
Để Transistor thực thi chức năng Khuếch đại điện. Trước nhất, Transistor phải dẫn điện bằng mạch điện trở tại chân nền. Khi Transistor dẫn điện, hằng số khuếch đại định bởi điện trở mắc tại chân thu và chân phát.

## Mạch 1 Transistor với 4 điện trở
Khi mắc nối Transistor với bốn điện trở theo định dạng sau R1,R2 tại chân nền dùng để cấp điện thế kích hoạt thuận để Transistor dẫn điện. Khi Transistor dẫn điện, hằng số khuếch đại điện thế định bởi điện trở R3, R4
{\displaystyle V_{C}=V_{i}(1-{\frac {R_{3}}{R_{4}}}{\frac {R_{2}}{R_{2}+R_{1}}})}
Điện thế xuất bằng điện thế nhập khuếch đại bởi hằng số khuếch đại {\displaystyle 1-{\frac {R_{3}}{R_{4}}}{\frac {R_{2}}{R_{2}+R_{1}}}}. Theo công thức trên ta thấy hằng số khuếch đại là một trừ đi tích của tỉ số khuếch đại điện trở tại cổng xuất với tỉ số khuếch đại điện trở tại cổng nhập
Từ công thức trên ta thấy hằng số khuếch đại là một trừ đi tỉ số khuếch đại điện trở tại cổng xuất khi R2 >> R1. Điện thế xuất sẻ là một điện thế âm
{\displaystyle V_{C}=V_{i}(1-{\frac {R_{4}}{R_{3}}})}
Từ công thức trên ta thấy hằng số khuếch đại là một trừ đi tỉ số khuếch đại điện trở tại cổng nhập khi R4 = R3. 
{\displaystyle V_{c}=V_{i}(1-{\frac {R_{2}}{R_{2}+R_{1}}})}
Bây giờ, nếu mắc điện trở R3 xuống đất, ta được
{\displaystyle V_{C}=V_{i}{\frac {R_{3}}{R_{4}}}{\frac {R_{2}}{R_{2}+R_{1}}}}
Điện thế xuất bằng điện thế nhập khuếch đại bởi hằng số khuếch đại {\displaystyle {\frac {R_{3}}{R_{4}}}{\frac {R_{2}}{R_{2}+R_{1}}}}. Theo công thức trên ta thấy hằng số khuếch đại là tích của tỉ số khuếch đại điện trở tại cổng xuất với tỉ số khuếch đại điện trở tại cổng nhập
Từ công thức trên ta thấy hằng số khuếch đại là một trừ đi tỉ số khuếch đại điện trở tại cổng xuất khi R2 >> R1. Điện thế xuất sẽ là một điện thế âm
{\displaystyle V_{C}=V_{i}{\frac {R_{4}}{R_{3}}}}
Từ công thức trên ta thấy hằng số khuếch đại là một trừ đi tỉ số khuếch đại điện trở tại cổng nhập khi R4 = R3. 
{\displaystyle V_{c}=V_{i}{\frac {R_{2}}{R_{2}+R_{1}}}}

## Mạch 1 Transistor với 2 điện trở
Giống như hình trên khi mắc Transistor với hai Điện trở theo định dạng sau R3 tại chân thu, R4 tại chân phát. Chân thu mắc nối trực tiếp với điện thế để kích hoạt Transistor dẫn điện, điện thế kích hoạt này phải lớn hơn 0.7v, thông thường một cục pin 1.5v đủ để kích hoạt Transistor dẫn điện. Khi Transistor dẫn điện, hằng số khuếch đại điện thế định bởi điện trở R3, R4
{\displaystyle V_{C}=V_{i}(1-{\frac {R_{3}}{R_{4}}})}
Theo công thức trên ta thấy hằng số khuếch đại là một trừ đi tỉ số khuếch đại điện trở tại cổng nhập.

## Xem Thêm
- khuếch đại tín hiệu